# Козырева, Наталья Михайловна
Ната́лья Миха́йловна Ко́зырева (р. 1947, Дрезден) — советский и российский искусствовед.

## Биография
Окончила исторический факультет Ленинградского государственного университета. В 1994 году на базе СПб ИЖСА им. И. Е. Репина защитила диссертацию «Формирование и развитие художественных принципов ленинградского эстампа в 1930-е-1960-е годы (на материале экспериментальной графической мастерской ЛОСХ)». Кандидат искусствоведения (ВАК: 17.00.04; науч. рук.: В. А. Леняшин).
Член Ассоциации искусствоведов; член СПб Союза Художников России. Область профессиональных интересов: русская графика XX века, искусство русского авангарда, искусство ленинградских художников-графиков. Н. М. Козырева — автор ряда статей об отечественном графическом искусстве и художниках в профильных периодических изданиях, каталогах и книгах, лектор.
Заведующая отделом рисунка Государственного Русского музея. Куратор значительного числа крупных выставок ГРМ: «Искусство 1920-х —1930-х годов» (1987), «Круг художников» (2007), юбилейной выставки Кузьмы Петрова-Водкина (2018) и др.